# Championnats du monde de trail 2011
Navigation
Édition précédente Édition suivante
Les championnats du monde de trail 2011, troisième édition des championnats du monde de trail organisés par l'International Association of Ultrarunners, ont lieu le 9 juillet 2011 dans le Connemara, en Irlande. Le parcours fait 70 km avec 2 600 m de dénivelé positif à travers le Parc national du Connemara et culmine au sommet du Diamond Hill à 445 m d'altitude.
L'équipe de France remporte les quatre titres de ces championnats du monde. En individuel, Il est remporté par le Français Erik Clavery chez les hommes et par sa compatriote Maud Gobert chez les femmes.

## Podiums[3]

### Hommes
| Catégorie  | Or | Argent | Bronze |
| ---------- | --- | --- | --- |
| Individuel | Erik Clavery 6 h 39 min 7 s | Jason Loutitt 6 h 40 min 32 s | Patrick Bringer 6 h 47 min 50 s |
| Par équipe | France 20 h 24 min 50 s Erik Clavery (1er) 6 h 39 min 7 s Patrick Bringer (3e) 6 h 47 min 50 s Thierry Breuil (7e) 6 h 57 min 53 s | Italie 20 h 56 min 36 s Silvano Fedel (5e) 6 h 51 min 18 s Giuliano Cavallo (9e) 7 h 1 min 24 s Francesco Caroni (11e) 7 h 3 min 54 s | Norvège 21 h 29 min 2 s Thorbjørn Thorsen Ludvigsen (4e) 6 h 49 min 55 s Sverre Morten Slethaug (10e) 7 h 2 min 36 s Thomas Andersen (33e) 7 h 46 min 31 s |

### Femmes
| Catégorie  | Or | Argent | Bronze |
| ---------- | --- | --- | --- |
| Individuel | Maud Gobert 7 h 41 min 31 s | Cecilia Mora 7 h 50 min 2 s                                                                                                 | Lucy Colquhoun 7 h 57 min 20 s |
| Par équipe | France 24 h 0 min 42 s Maud Gobert (1re) 7 h 41 min 31 s Aurélia Truel (4e) 8 h 4 min 22 s Laurence Klein (6e) 8 h 14 min 49 s | Italie 24 h 21 min 35 s Cecilia Mora (2e) 7 h 50 min 2 s Cinzia Bertasa (5e) 8 h 14 min 1 s Katia Fori (7e) 8 h 17 min 32 s | Canada 27 h 1 min 8 s Melanie Bos (9e) 8 h 45 min 26 s Denise McHale (10e) 8 h 48 min 35 s Bernadette Benson (17e) 9 h 27 min 7 s |